# Ukemi
Ukemi - pady w judo (techniki w aikido).
Poprawne wykonywanie padów ma na celu ochronę ćwiczących przed kontuzjami związanymi z różnego rodzaju upadkami.
- Zempo Kaiten Ukemi

Pad do przodu z przewrotem przez bark. Pozycja wyjściowa: wykrok jedną nogą w przód. Należy ułożyć ciało w łuk zaczynający się małym palcem ręki biegnącym przez ramię, bark do przeciwległego biodra. Początkujący wykonują ten pad splatając palce obu rąk w taki sposób aby ramiona tworzyły koło.
- Zempo Hiyaku Ukemi

Pad do przodu, tzw. pad wysoki, wykonywany podobnie do Zempo Kaiten Ukemi z tą różnicą, że pad wykonywany jest bez podparcia rąk na macie (obrót ciała następuje w powietrzu), ponieważ ręka na której rzucany mógłby się oprzeć często zablokowana jest przez wykonującego technikę. W aikido pad wysoki wykonywany jest np. przez rzucanego (uke) w technice kotegaeshi.
- Mae Ukemi

Pad do przodu bez przewrotu. Z pozycji stojącej skaczemy tak aby upaść w przód na przedramiona i rozstawione nogi, palce nóg wbijamy w matę. 
- Yoko Ukemi

Pad na bok (opis będzie dotyczył tylko prawej strony). 
Z pozycji stojącej robimy wymach prawą nogą w lewo-przód z jednoczesnym przysiadem na nodze lewej. Wykonujemy kołyskę na prawym boku z uderzeniem wyprostowanej prawej ręki o podłoże blisko ciała. Druga ręka spoczywa swobodnie na pasie. 
- Koho Ukemi

Pad w tył na plecy, możliwe dwie wersje - z przewrotem w tył i bez przewrotu.
Pozycja wyjściowa: przysiad z ramionami skrzyżowanymi na klatce piersiowej. 
Z pozycji wyjściowej wykonujemy kołyskę na plecach z jednoczesnym uderzeniem wyprostowanych rąk blisko ciała w matę i wyprostem nóg do przodu. 
Podczas wykonywania padu pamiętamy o przyciągnięciu brody do klatki piersiowej aby głową nie uderzać o podłoże. Wyprostowanie nóg w przód ma na celu stworzenie przeciwwagi dla tułowia dzięki czemu następuje dotatkowe unoszenie głowy.
- Chiugarei

Przewrót w przód. Zaliczany do padów przewrót wykonujemy tak samo jak Zempo Kitaten Ukemi, z tą różnicą, że kończymy go w pozycji stojącej na wyprostowanych nogach. Przy wykonaniu tej techniki w Judo nie wolno krzyżować nóg.